# Rubén Toribio Díaz
Rubén Toribio Díaz Rivas, né le 17 avril 1952 à Lima au Pérou, est un footballeur international péruvien qui évoluait au poste de défenseur.

## Biographie

### Carrière en club
Surnommé Panadero (« le boulanger »), ce défenseur rude sur l'homme commence sa carrière en 1967 au Defensor Arica et y reste jusqu'en 1971. En 1972, il s'enrôle avec le Deportivo Municipal, où il restera un an. En 1974, il est embauché par l'Universitario de Deportes où il remporte son premier titre de champion ce qui lui permet de jouer la Copa Libertadores 1975 (six matchs). Il jouera pour l'Universitario jusqu'en 1977. 
En 1978, il rejoint le Sporting Cristal où il remporte trois championnats du Pérou en 1979, 1980 et 1983 en plus de jouer cinq éditions de la Copa Libertadores (25 matchs en tout). Il forme d'ailleurs la charnière centrale du Sporting Cristal aux côtés d'Héctor Chumpitaz, capitaine historique de l'équipe du Pérou.
En 1988, il retourne au Deportivo Municipal pour un an. En 1989, il rejoint les rangs de l'Internazionale San Borja et y met un terme à sa carrière l'année suivante.

### Carrière en sélection
International péruvien, Rubén Díaz joue 89 matchs (pour deux buts inscrits) entre 1972 et 1985. 
Il figure dans le groupe des sélectionnés lors des Coupes du monde de 1978 (quatre matchs disputés) et 1982 (trois matchs, un but marqué contre l'Italie). Il hérite du brassard de capitaine lors du Mondial 1982.
Vainqueur avec le Pérou de la Copa América de 1975, il participe également aux tournois de 1979 et 1983 où son équipe atteint les demi-finales à chaque fois.

#### Buts en sélection
| Buts en sélection de Rubén Toribio Díaz | Buts en sélection de Rubén Toribio Díaz | Buts en sélection de Rubén Toribio Díaz | Buts en sélection de Rubén Toribio Díaz | Buts en sélection de Rubén Toribio Díaz | Buts en sélection de Rubén Toribio Díaz | Buts en sélection de Rubén Toribio Díaz |
|                                         | Date                                    | Lieu                                    | Adversaire                              | Score                                   | Résultat                                | Compétition                             |
| --------------------------------------- | --------------------------------------- | --------------------------------------- | --------------------------------------- | --------------------------------------- | --------------------------------------- | --------------------------------------- |
| 1.                                      | 1er juillet 1975                        | Lima (Pérou)                            | Équateur                                | 2-0                                     | 2-0                                     | Amical                                  |
| 2.                                      | 18 juin 1982                            | Stade Balaídos, Vigo (Espagne)          | Italie                                  | 1-1                                     | 1-1                                     | CM 1982                                 |

### Carrière d'entraîneur
Rubén Díaz connaît sa première expérience sur le banc en 1989 comme entraîneur-joueur de son dernier club comme professionnel : l'Internazionale San Borja. Cependant il préfère rester dans le sillage de Julio César Uribe, son compagnon en équipe du Pérou dans les années 1980, dont il fut l'adjoint tant en club comme en sélection entre 1993 et 2007. 
En 2012, il prend en charge l'Alianza Unicachi, club évoluant en Copa Perú (l'équivalent de la D3 au Pérou), puis deux ans plus tard il est nommé à la tête de l'ADT de Tarma.

## Palmarès(joueur)

### Palmarès en club
| Universitario de Deportes - Championnat du Pérou (1) : - Champion : 1974. |  | Sporting Cristal - Championnat du Pérou (3) : - Champion : 1979, 1980 et 1983. |

### Palmarès en équipe nationale
Pérou
- Copa América (1) :
  - Vainqueur : 1975.